# Шангин, Пётр Иванович
Пётр Ива́нович Шанги́н (1741—1816) — русский краевед, геолог и ботаник.

## Биография
Пётр Иванович Шангин родился в Белоярской крепости вторым сыном из пятерых в семье канцелярского служащего. Точная дата рождения не известна, указываются 1741, 1745 или 1748 годы. С детства был учеником лекаря, в 1766 году был направлен в Москву. Учился Шангин на медицинском факультете Московского университета. С 1770 года работал в госпитале в Барнауле, в 1774 году стал заведующим Змеиногорским лазаретом.
С 1785 года Шангин принимал участие в большой экспедиции по Западному Алтаю, составлял карты (впервые изобразил горные хребты Алтая, бассейнов верховий Чарыша и Катуни), описывал флору и фауну. Обнаружил 145 месторождений яшмы и агатов. В 1793 году Пётр Симон Паллас (с которым вёл переписку Шангин) перевёл на немецкий язык и опубликовал записки Шангина (без карты), 31 августа 1795 года Шангин был избран членом-корреспондентом Петербургской академии наук.
С 1792 по 1799 год Пётр Иванович управлял Салаирской горной конторой, с 1799 года был членом Барнаульского Горного совета. В 1808 году достиг чина берграта 5-го класса.
Вместе со своим братом Семёном Ивановичем (1755—?) П. И. Шангин основал первый в Сибири ботанический сад.
В 1808 году П. С. Паллас продал свою огромную гербарную коллекцию, содержавшую образцы П. И. Шангина, Г. В. Стеллера, И. Г. Гмелина, за рубеж — Эйлмеру Ламберту, нарушив тем самым устав Петербургской академии наук. Части гербария Шангина, остававшиеся в Барнауле, были в 1826 году переданы Карлу Фридриху фон Ледебуру.
Пётр Иванович Шангин скончался 3 (15) июня 1816 года в Барнауле.

## Названы в честь П. И. Шангина
Именем Шангина названа одна из улиц Барнаула.
В 2014 году именем учёного названа высочайшая вершина Алтайского края (в системе Коргонского хребта) — Маяк Шангина.
- Schanginia C.A.Mey., 1829 [= Suaeda Forssk. ex J.F.Gmel., 1776, nom. cons.]
- Astragalus schanginianus Pall., 1800 — Астрагал Шангина
- Fumaria schanginii Pall., 1779 [≡ Corydalis schanginii (Pall.) B.Fedtsch., 1904 — Хохлатка Шангина]
- Saussurea schanginiana (Wydler) Fisch. ex Serg., 1949 — Соссюрея Шангина